# Montes Alpes

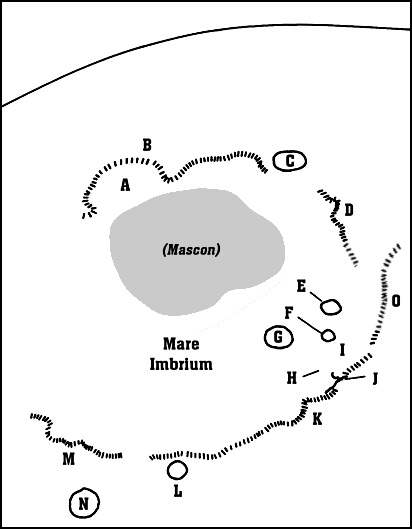
Mapa rejonu Mare Imbrium; Montes Alpes oznaczone są literą D (na górze po prawej)

Montes Alpes – łańcuch górski w północnej części widocznej strony Księżyca. Współrzędne selenograficzne wynoszą ☾ 48,36°N 0,58°W/48,360000 -0,580000. Nazwa pochodzi od europejskich gór Alp.
Pasmo to tworzy północną granicę morza księżycowego Mare Imbrium. Na południe od pasma znajduje się płaskie i prawie pozbawione form terenowych morze, podczas gdy po stronie wschodniej leży bardziej nierówny obszar wyżynny o większym albedo. Łańcuch zaczyna się w pobliżu krateru Cassini w odległości ok. jednej jego średnicy, niedaleko od Promontorium Agassiz, rozciąga się ok. 50 km na północny zachód, a następnie biegnie, miejscami przerywany, aż do wschodniego brzegu krateru Platon. Na tym odcinku znajduje się też system kanałów nazwany Rimae Plato.
Jedna trzecia Alp leżąca na północnym zachodzie jest oddzielona od pozostałej części gór przez Vallis Alpes, szeroką szczelinową dolinę ciągnącą się od wąskiej rozpadliny w Alpach na północny wschód, osiągając krawędź Mare Frigoris. Całkowita długość tej formacji wynosi ok. 180 km, a maksymalna szerokość 20 km. Środek doliny przecina wąska szczelina.
W odległości ok. 1/3 długości łańcucha od jego południowo-wschodniego krańca leży Mons Blanc. Szczyt ten wznosi się na wysokość 3,6 km, podczas gdy typowa wysokość gór tego pasma wynosi od 1,8 do 2,4 km. W połowie drogi między Mons Blanc a Promontorium Agassiz leży Promontorium Deville. Na południowy zachód od Promontorium Agassiz znajduje się izolowany masyw Mons Piton, którego szczyt osiąga wysokość 2,3 km.